# بوکیت مراه
بوکیت مراه (به انگلیسی: Bukit Merah) یک ناحیهٔ شهری در کشور سنگاپور است که در سرشماری سال ۲۰۱۰ میلادی، ۱۵۷٬۱۲۲ نفر جمعیت داشته‌است.